# Проспект Богдана Хмельницкого (Белгород)
Проспе́кт Богда́на Хмельни́цкого — участок федеральной автомобильной дороги «Крым». Проходит от улицы Щорса до северного выезда из города в сторону посёлка городского типа Северный, мимо парка памяти павших в Великой Отечественной войне. Нумерация домов ведётся от улицы Щорса. Является одной из самых старых и важнейших улиц города, связывающей большинство других важных транспортных путей. Белгородцы в большинстве своём называют проспект «Богданка». До реконструкции в 1999 году назывался улицей имени Богдана Хмельницкого.

## История
Улица возникла одновременно с Белгородской крепостью. В 1870 году носила название Ново-Московская улица. Во время нацистской оккупации города Белгорода (24 октября 1941 — 9 февраля 1943 годов и с 18 марта по 5 августа 1943 года) улица была переименована в Харьковштрассе. После освобождения города войсками 7-й гвардейской, 5-й воздушной и 69-й армий улице вернули прежнее название.
В 1954 году в России широко праздновалось 300-летие воссоединения Украины с Россией, и улицу переименовали в честь украинского гетмана Богдана Хмельницкого. В 1957 году в черту города вошла слобода Супруновка, вследствие этого с южной стороны улицу Богдана Хмельницкого продлила Шоссейная улица. В 1961 году проспект объединён с Московской улицей, которая продлила его в северном направлении.
В 1999 году, после реконструкции, улица переименована в проспект, получив тем самым современное название.
В 2011 году была проведена ещё одна реконструкция. Было положено новое дорожное покрытие на всем протяжении улицы. Работы шли по немецкой технологии с применением новейших материалов. Реконструкция затронула не только дорожное полотно — по всей протяжённости проспекта был выложен бортовой камень, заменили на новые почти 350 дорожных знаков, появились вертикальные клумбы. Реконструкция стоила 200 миллионов рублей.
В ходе реконструкция проспекта Богдана Хмельницкого в 2020 году были созданы выделенные полосы для общественного транспорта.
В настоящее время проспект Богдана Хмельницкого — это участок федеральной автомобильной дороги «Крым» (М2, Москва-Симферополь), который в 1940 году планировался как участок автомагистрали Ленинград — Севастополь, но начало Великой Отечественной войны изменило планы. На участке от Белгородского проспекта до улицы Кутузова у проспекта имеется дублёр.

## Здания и сооружения
См. также: Здания и сооружения проспекта Богдана Хмельницкого (Белгород)

### Автовокзал «Белгород»

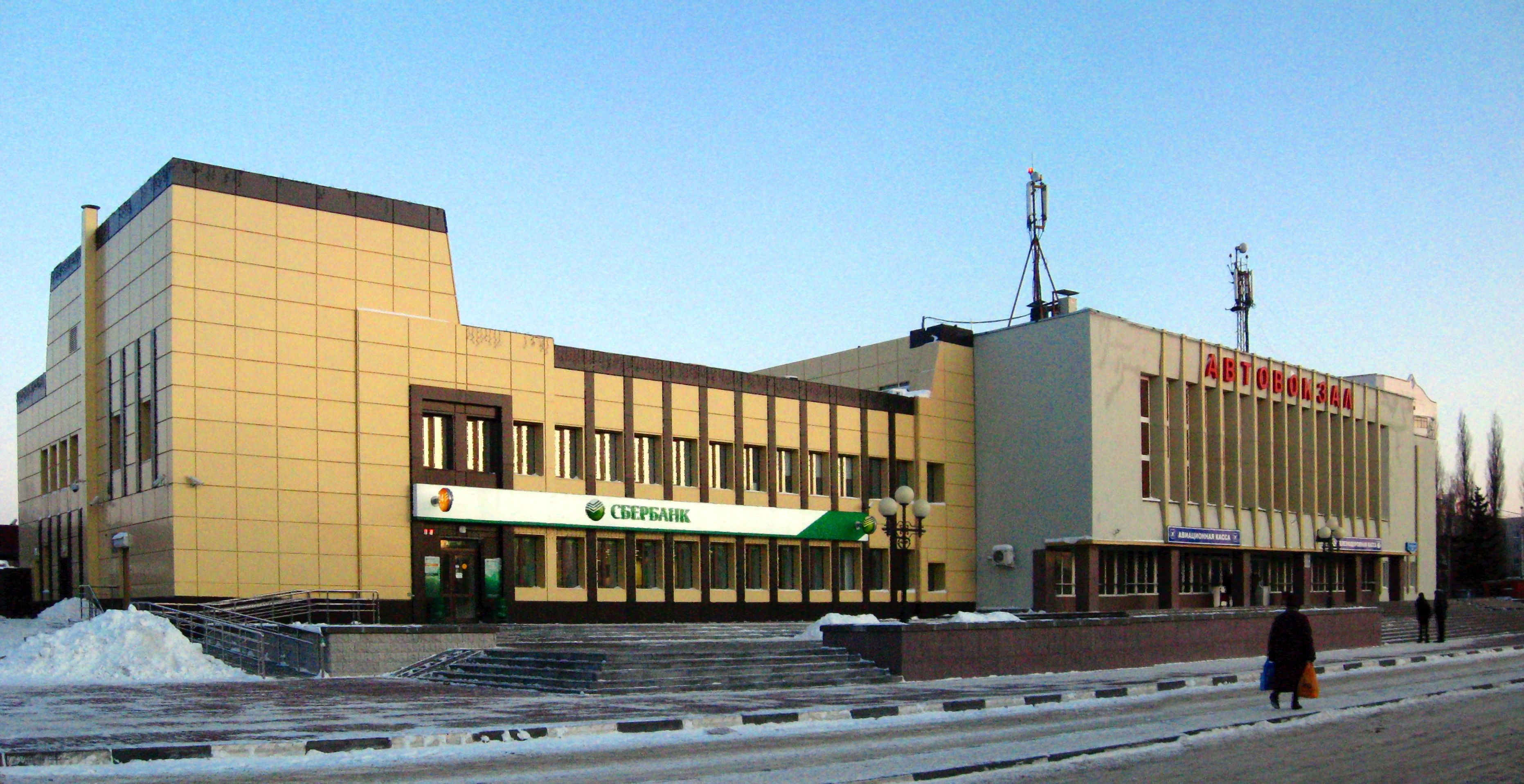
Автовокзал «Белгород»

Автовокзал «Белгород» расположен в северной части проспекта, недалеко от международного аэропорта Белгород. Автовокзал имеет 15 посадочных платформ и осуществляет маршруты регионального, российского и международного значения. В среднем за сутки белгородский автовокзал выпускает от 150 до 200 рейсов.
Здание автовокзала состоит из двух, местами трёх (правая часть) этажей. Через зал первого этажа производится выход на перрон. На втором этаже первого корпуса расположена пассажирская зона. Здесь расположен зал отправления.
Во втором корпусе расположена администрация вокзала.
В 2010 году была проведена внешняя реконструкция, а позже ремонт внутренних помещений. Благодаря реконструкции в пассажирской зоне появился отдел милиции, полностью заменено настенное и потолочные покрытия на обоих этажах, реконструированы 2 кассы. В план реконструкции также вошло создание гостиницы на 50 мест, комнаты матери и ребёнка.

### Аэропорт «Белгород»

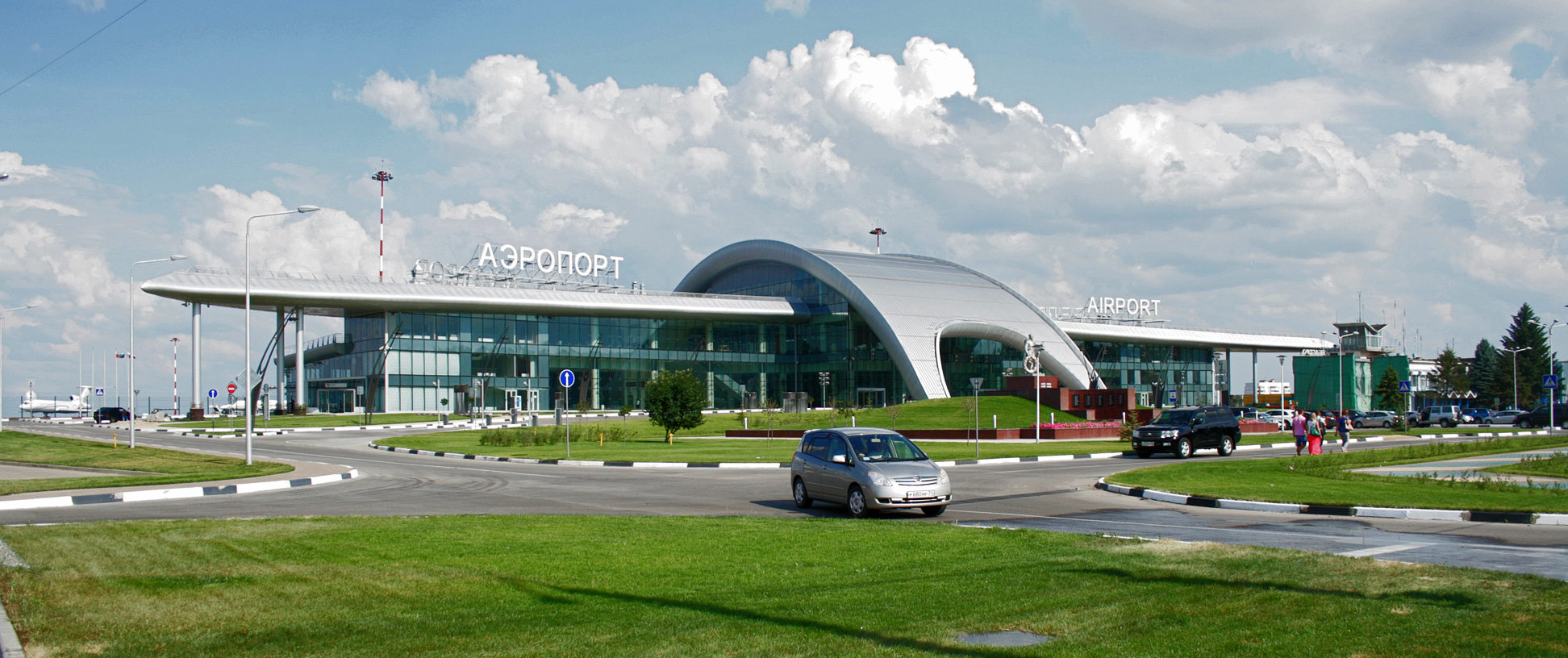
Международный аэропорт «Белгород»

Аэропорт «Белгород» международный аэропорт, обслуживающий город Белгород и его агломерацию, а также города Белгородской, Воронежской, Курской и Харьковской областей. Расположен в северной части проспекта. Является запасным аэродромом московской воздушной зоны. Осуществляет приём ВС в любое время суток, при любых погодных условиях.
Аэропорт «Белгород» имеет одну Взлетно-посадочную полосу с искусственным асфальтобетонным покрытием длинной 2 500 и шириной 45 метров. Максимальная взлётная масса воздушного судна составляет 190 тонн. Аэропорт может принимать все узкофюзеляжные и некоторые широкофюзеляжные самолёты. При максимальной загруженности аэропорт может осуществлять до 16 взлётно-посадочных операций в час.
Классификационное число взлётно-посадочной полосы (PCN) 57/F/D/X/T.
C 24 февраля 2022 года работа аэропорта приостановлена.

### Стадион «Салют»
«Салют» — футбольный стадион, расположенный в центре города. Рядом находится остановка общественного транспорта «Стадион».
Арена была построена в конце 1950-х годов, является домашним стадионом футбольного клуба «Салют» (в 2014—2018 годах — футбольного клуба «Энергомаш»). В 1999 году стадион был реконструирован, в результате чего на трибунах было увеличено число мест, над трибунами возведён козырёк, налажен круглогодичный подогрев поля и отремонтированы все подтрибунные помещения.
За свою историю арена носила разные названия: «Цементник» (1959—1972), «Спартак» (1972—1991), «Энергомаш» (1991—1996, 2014—2018), «Салют-Юкос» (1996—1999), «Салют-Энергия» (1999—2005), «Салют» (2005—2014 и с 2018). Кроме футбольных матчей, на арене также проводятся спортивные соревнования по лёгкой атлетике, организуются представления и концерты звёзд белгородской и российской эстрады, театрализованных творческих коллективов города и области.

### Другие здания и сооружения проспекта

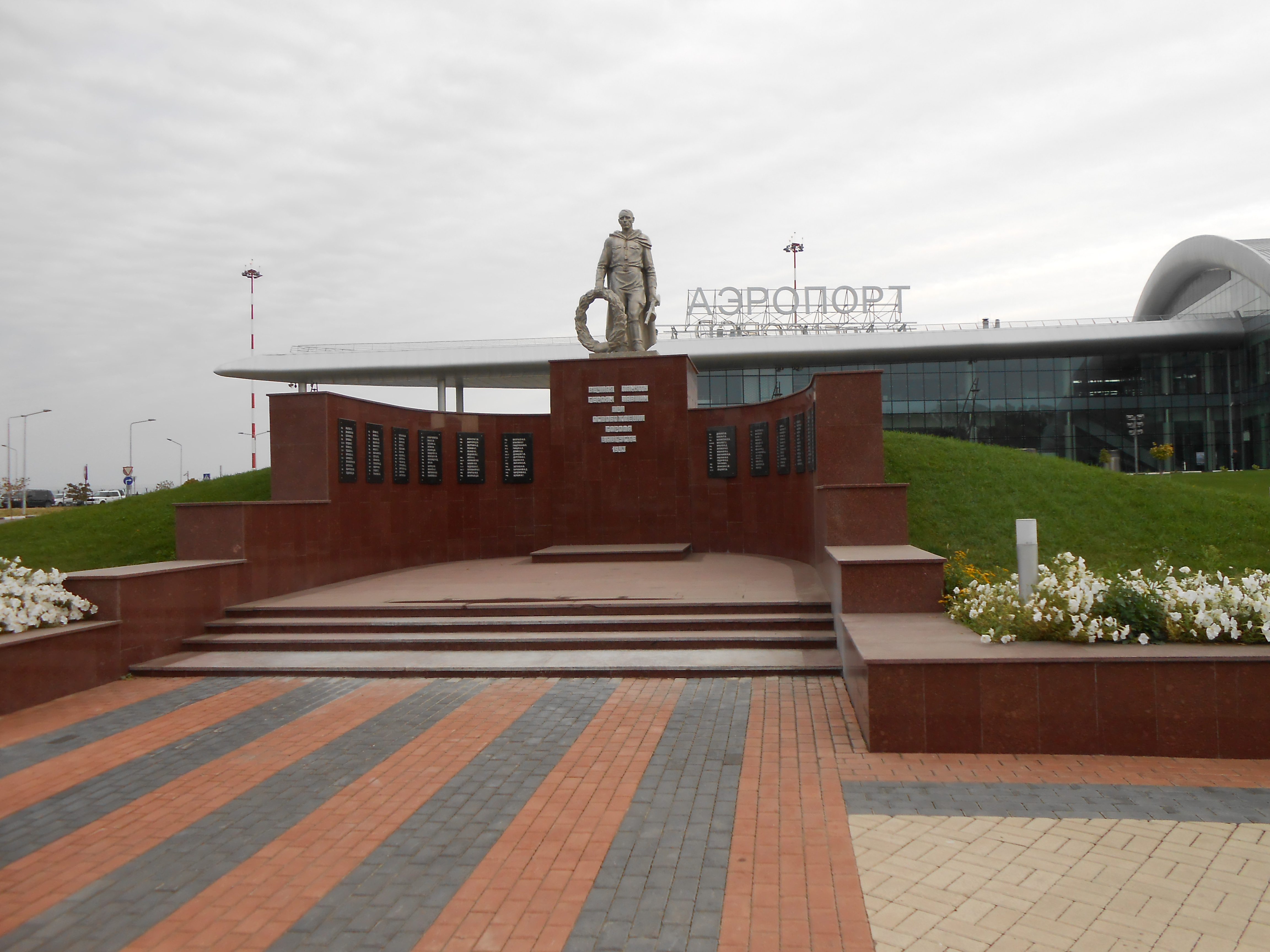
Братская могила 76 советских воинов, погибших в боях с фашистскими захватчиками

1. Учебно-спортивный комплекс БелГУ Светланы Хоркиной
2. Город мастеров «Мастерславль»
3. Белгородский государственный национальный исследовательский университет
4. Пиво-медоваренный завод братьев Эсслингер (Эслингер)
5. Союз художников России, Галерея Союза художников, Выставочный зал «Родина»
6. Департамент здравоохранения и социальной защиты населения Белгородской области
7. ТЦ «Славянский»
8. Иосафовский сквер
9. Памятник Богдану Хмельницкому
10. Памятник генерал-майору Михаилу Петровичу Лебедю
11. Городская клиническая больница № 1
12. Управление Федеральной службы судебных приставов по Белгородской области
13. Завод «Энергомаш»
14. Дворец спорта «Спартак»
15. Областная типография
16. Белгородский машиностроительный техникум
17. Городской дворец культуры
18. Памятник «Жертвам Чернобыля»
19. Белгородский индустриальный колледж
20. Гостиница «Полярная Звезда»
21. ВИОГЕМ
22. Участковый пункт полиции № 14
23. Парк «Памяти»
24. Управление молодёжной политики Департамента внутренней и кадровой политики Белгородской области и Центр молодёжных инициатив
25. Белгородская швейная фабрика
26. Белгородцентравто, Областное государственное управление экспертизы на автомобильном транспорте
27. Белгородский завод Ритм
28. ТРЦ «МегаГРИНН»
29. Белгородский политехнический колледж
30. Управление Федерального казначейства по Белгородской области и Территориальное Управление Федеральной службы финансово-бюджетного надзора в Белгородской области
31. ТРЦ «РИО»
32. Часовня-ротонда в честь 2000-летия Рождества Христова
33. Братская могила 76 советских воинов, погибших в боях с фашистскими захватчиками

### Ранее располагались на проспекте
Белгородский зоопарк
Белгородский зоопарк начал свою историю 5 августа 1988 года как зооуголок, до 1991 года входил в состав парка «Победа». Решением исполнительного комитета Белгородского Совета народных депутатов № 143 от 15.03.1991 года Муниципальное учреждение культуры «Белгородский зоопарк» преобразовано в отдельное юридическое лицо.
С 01 января 2012 года Муниципальное учреждение культуры «Белгородский зоопарк» было преобразовано в Муниципальное автономное учреждение культуры «Белгородский зоопарк».
В марте 2010 года властями города Белгорода принято решение о переносе зоопарка, до окончания строительства первой очереди зоопарк находился на старой территории в центре города.
Общая площадь зоопарка составляла 3,3 гектара, из них 1,5 гектара занимала экспозиция.
1 июня 2016 зоопарк переехал на новую площадку.

## Взаимное расположение с другими улицами
Проспект Богдана Хмельницкого граничит или пересекается со следующими улицами:
| - Супруновская улица; - Левобережная улица; - Свято-Троицкий бульвар; - проспект Славы; - Преображенская улица; - Народный бульвар; | - Котлозаводская улица; - Белгородский проспект; - 1-й Котлозаводский переулок; - Улица Мичурина; - Улица Гагарина; - Студенческая улица; | - Котлозаводская улица; - Белгородский проспект; - 1-й Котлозаводский переулок; - Улица Мичурина; - Улица Гагарина; - Студенческая улица; | - Улица Железнякова; - Привольная улица; - Улица Невского; - Урожайная улица; - Улица Кутузова; - Новая улица. | - Улица Железнякова; - Привольная улица; - Улица Невского; - Урожайная улица; - Улица Кутузова; - Новая улица. |

Также кроме перечисленных дублёр проспекта пересекается со следующими улицами:
| - Улица Николая Островского; - Улица Шевченко; - Парковая улица; | - Улица Шершнёва; - Улица Некрасова; - Степная улица; | - Улица Шершнёва; - Улица Некрасова; - Степная улица; | - 1-я Центральная улица; - 2-я Центральная улица. | - 1-я Центральная улица; - 2-я Центральная улица. |

Бо́льшая часть перекрёстков регулируются светофорами, некоторые — нерегулируемые. На пересечении проспекта Богдана Хмельницкого с улицей Победы, Свято-Троицким бульваром, Народным бульваром и Белгородским проспектом оборудованы подземные пешеходный переходы; на пересечении с улицей Железнякова оборудован надземный переход. На пересечении проспекта с улицей Новой организовано круговое движение.

## Общественный транспорт

### Выделенные полосы
В ходе транспортной реформы в Белгороде 20 сентября 2020 года на проспекте Богдана Хмельницкого были запущены выделенные полосы для общественного транспорта. Выделенные полосы располагаются по правой стороне проезжей части и имеют ширину до 6 метров, чтобы автобусы могли без проблем маневрировать относительно друг друга.

### Автобус

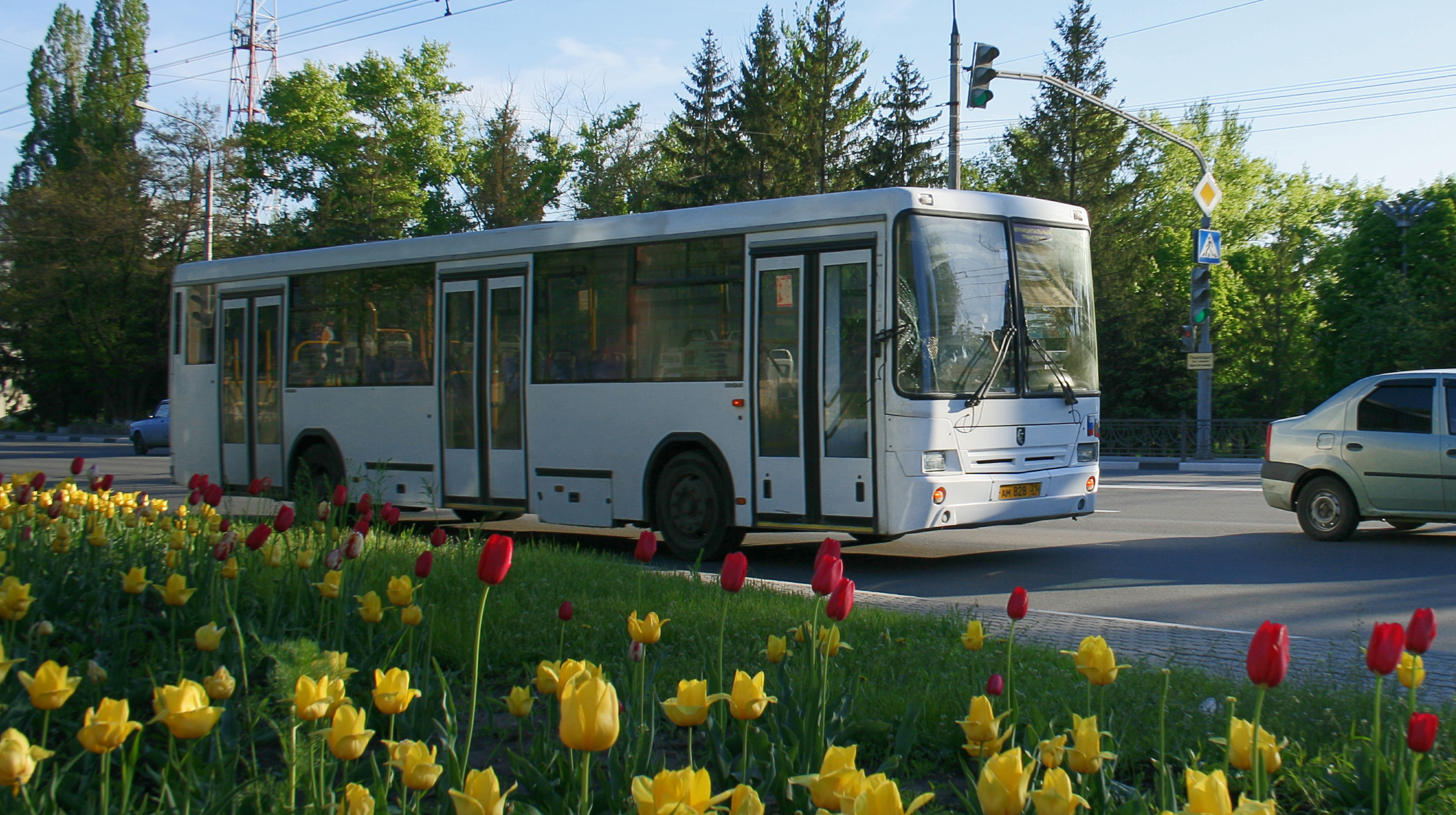
Автобус на проспекте Богдана Хмельницкого

Первый автобус в Белгороде появился в начале 1962 года. Курсировал от старого автовокзала до ж/д вокзала. Учитывая, что проспект Богдана Хмельницкого — улица, которая связывает весь город, неудивительно прохождение первого маршрута именно через него. Сейчас, когда автобусная сеть города развита уже лучше, через проспект проходят маршруты:
1. (130) Железнодорожный вокзал — Аэропорт — пос. Северный
2. (2) Железнодорожный вокзал — БГТУ — Дворец спорта «Космос»
3. (3) Железнодорожный вокзал — Дворец спорта «Космос» — БГТУ
4. (4) Стадион «Салют» — ул. Орлова
5. (5) Гринёвка — Универмаг «Белгород» — Железнодорожный вокзал — Рынок «Салют»
6. (8) Аэропорт — БГТУ — Дворец спорта «Космос»
7. (13) Железнодорожный вокзал — Школа № 43
8. (13к) Железнодорожный вокзал — ул. Конева
9. (15) Аэропорт — Школа № 43
10. (17) Аэропорт — ул. Конева
11. (25) Железнодорожный вокзал — Аэропорт — ул. Новая
12. (26) Овощной рынок — Гринёвка — ул. Конева — бул. Юности
13. (27) Улица Гоголя — Железнодорожный вокзал
14. (29) КАЦИ — Стадион «Салют» — ул. Есенина — Поликлиника № 8
15. (30) Железнодорожный вокзал — ул. Каштановая
16. (31) Железнодорожный вокзал — ул. Есенина
17. (32) Промышленный проезд — Гринёвка — Универмаг «Белгород» — ул. Горького
18. (33) Гринёвка — БГТУ — Дворец спорта «Космос» — ул. Есенина
19. (41) Рынок «Салют» — Железнодорожный вокзал — БГТУ — ул. Губкина
20. (41а) Рынок «Салют» — Рынок «Спутник»
21. (42) Овощной рынок — ул. Железнякова
22. (43) Ячнево — ул. Есенина — Сити-Молл «Белгородский»
23. (45) Аэропорт - мкр. Новый
24. (102) Стадион «Салют» — пос. Майский
25. (107с) пос. Северный — ул. Красноармейская — «Спутник» (ул. Молодёжная)
26. (107т) пос. Северный — ул. Щорса — «Спутник» (ул. Энергомашевская)
27. (111у) пос. Северный — Стадион «Салют» — пос. Дубовое
28. (111с) пос. Северный — Стадион «Салют» — пос. Дубовое
29. (112) Северный-20а — Железнодорожный вокзал
30. (117у) Энергомаш — пос. Таврово
31. (120) КАЦИ - пос. Дубовое
32. (127) c. Шопино — БГТУ
33. (128) пос. Северный — Болховец
34. (130) Инфекционный центр  —  Рынок «Салют»
35. (130а) Северный-35 — Железнодорожный вокзал
36. (153) Железнодорожный вокзал — мкр. «Таврово-4»

### Троллейбус
3 июня 2022 года было официально объявлено о закрытии троллейбусного сообщения 1 июля.

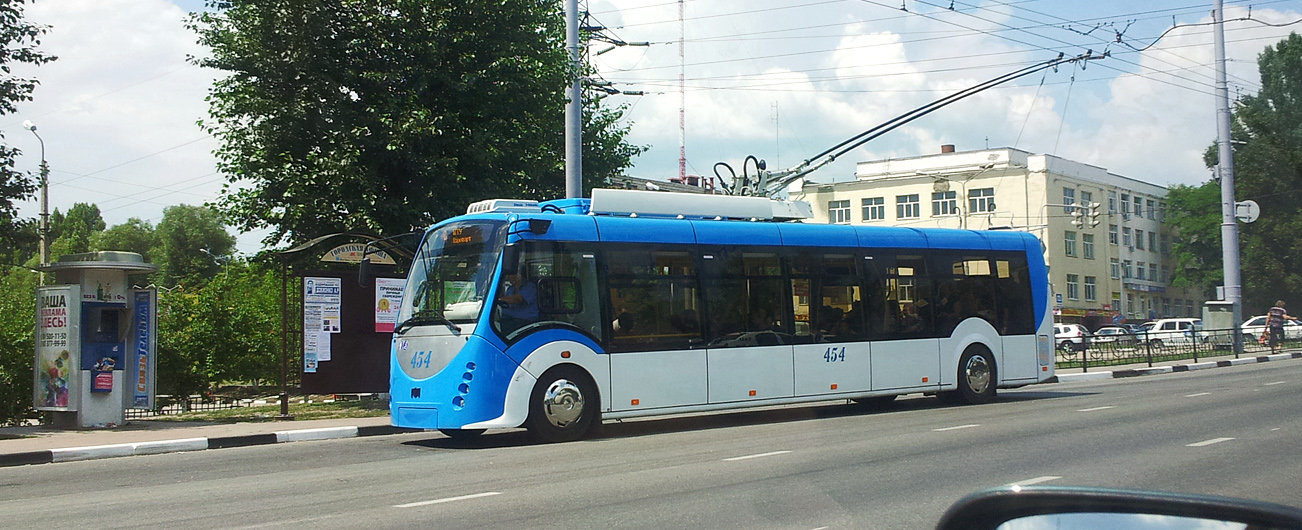
Троллейбус Витовт на проспекте Богдана Хмельницкого.

Троллейбусное депо расположено непосредственно на проспекте Богдана Хмельницкого. Маршруты электротранспорта, проходящие через проспект:
1. (1) Аэропорт — Железнодорожный вокзал (через Преображенскую ул.)
2. (4) Аэропорт — Железнодорожный вокзал (через просп. Славы)
3. (7) Аэропорт — БГТУ (через ул. Мокроусова, ул. Королёва, ул. Губкина, ул. Костюкова)
4. (8) Аэропорт — БГТУ (через ул. Костюкова, ул. Губкина, ул. Королёва, ул. Мокроусова)
5. (16) Аэропорт — рынок «Спутник»

## Галерея

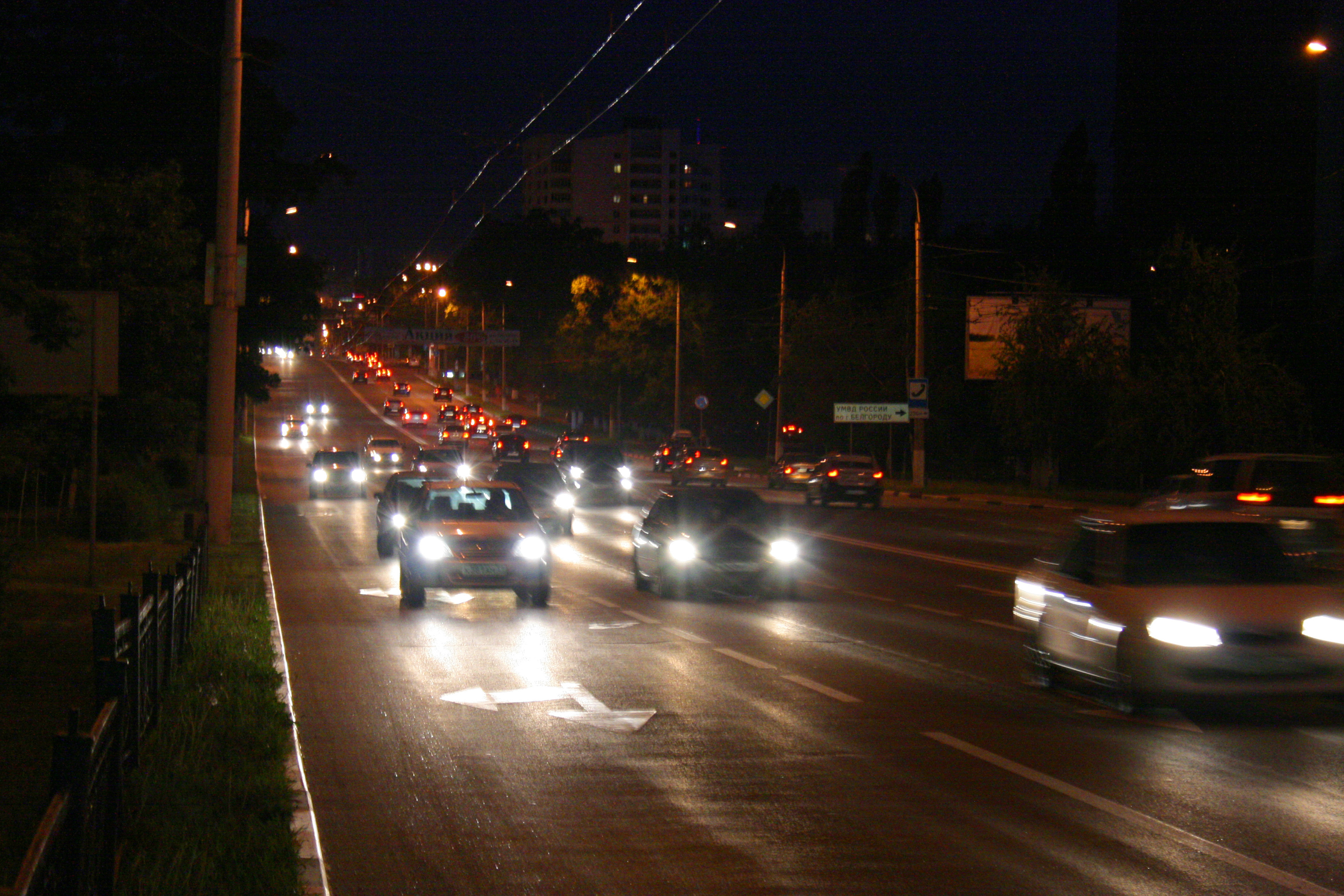
Проспект Богдана Хмельницкого вечером
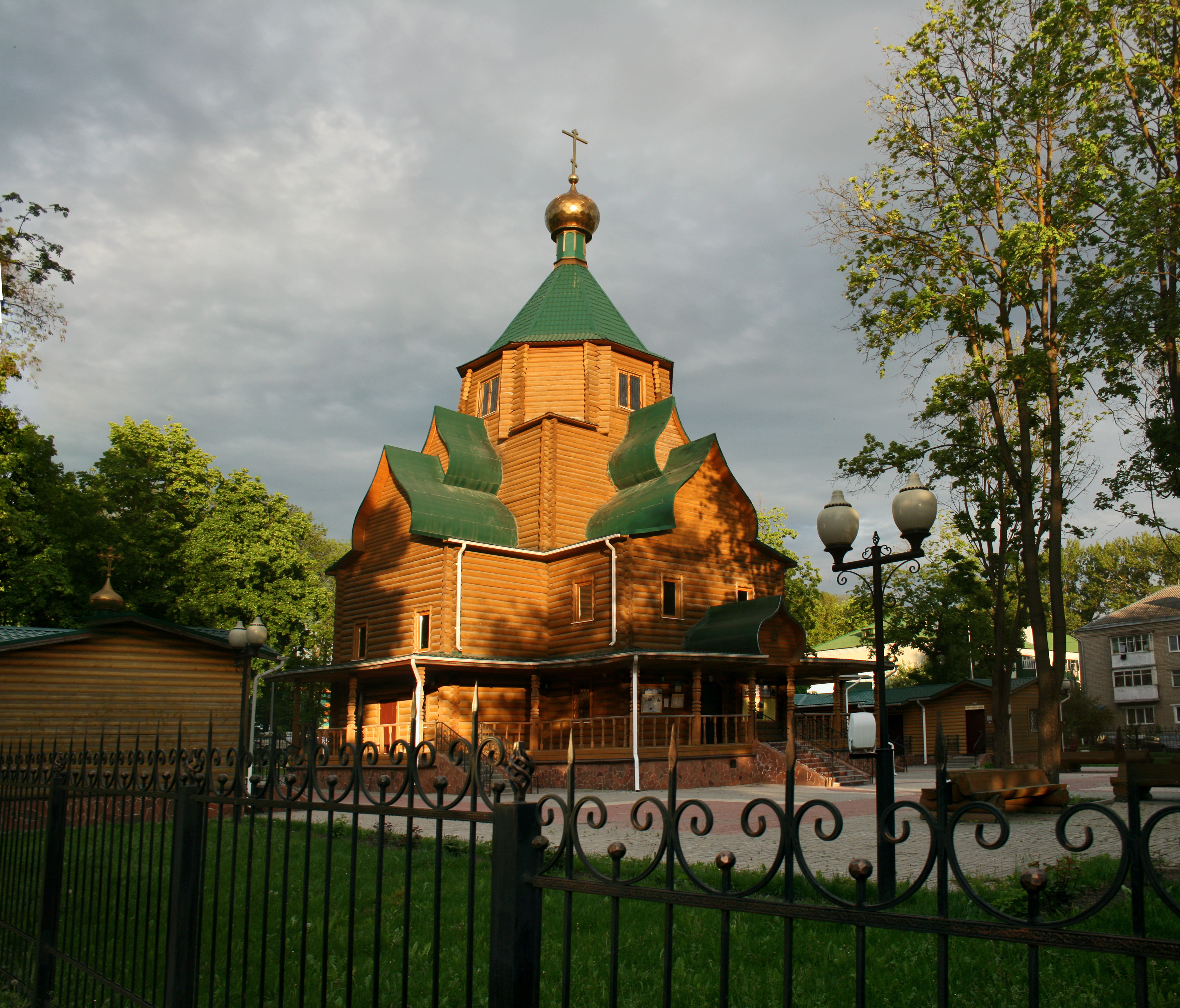
Церковь Иоанна Кронштадтского
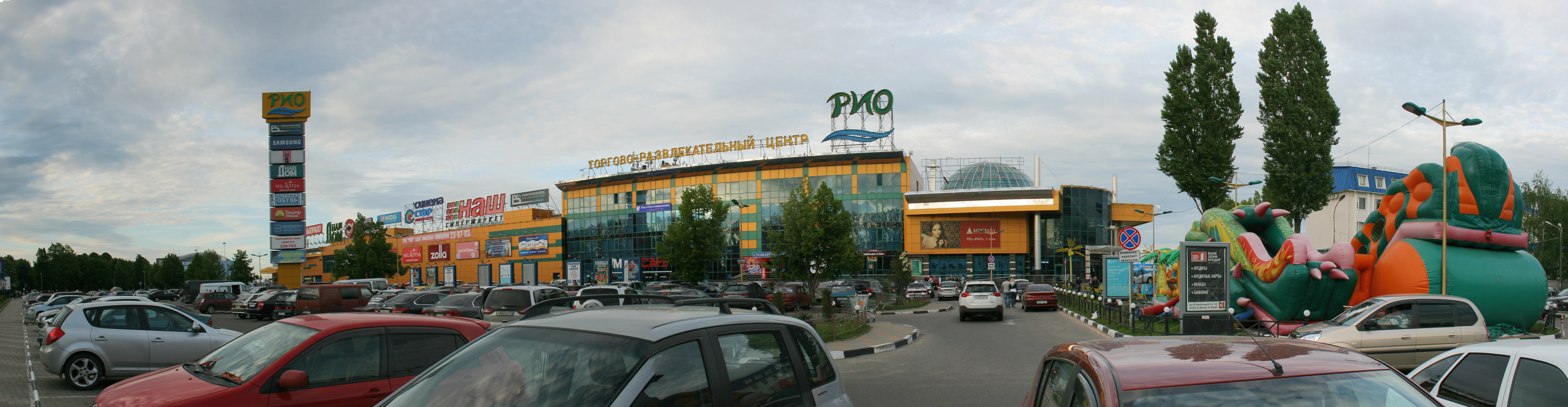
Торгово-развлекательный центр «РИО»
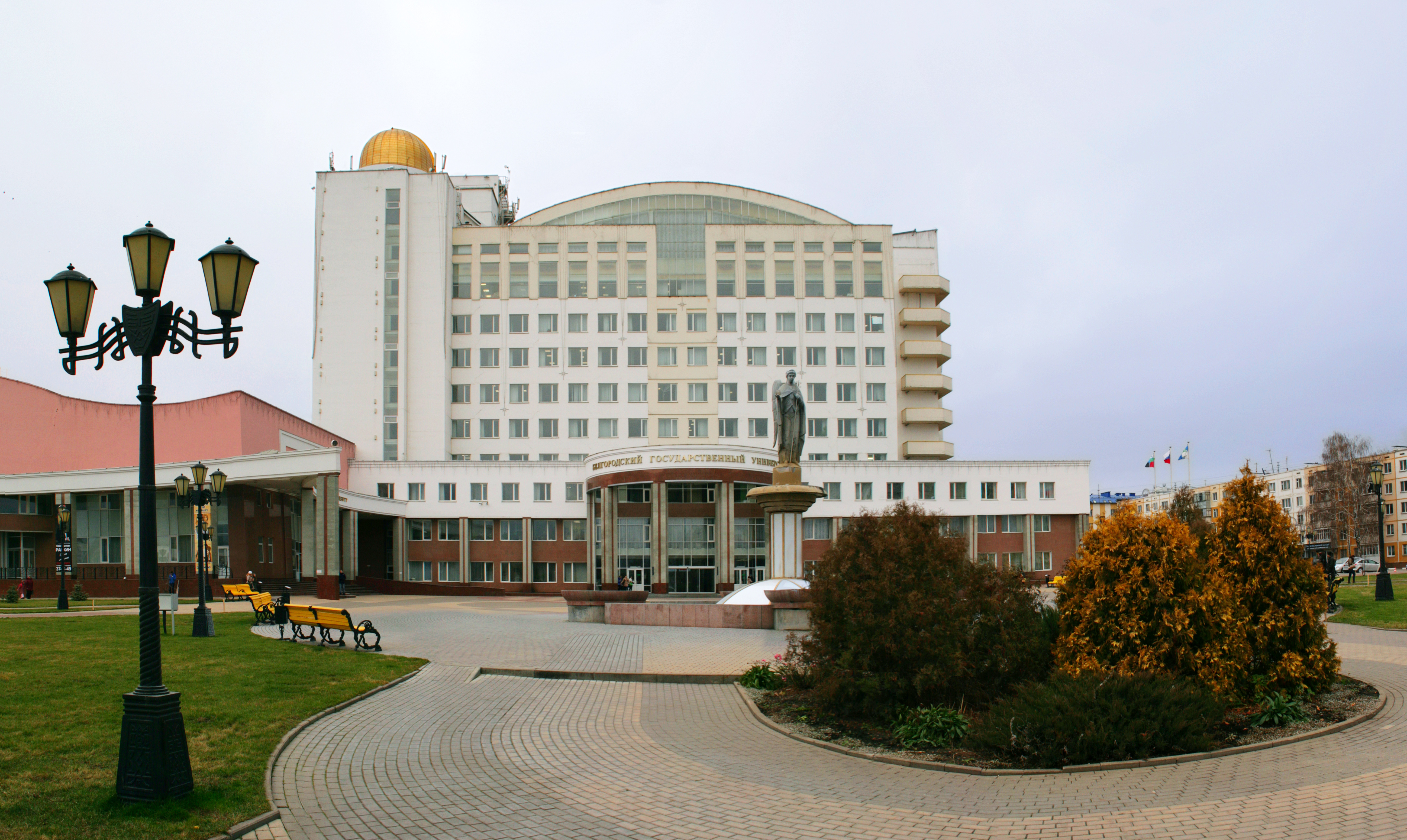
Новый корпус Белгородского государственного университета
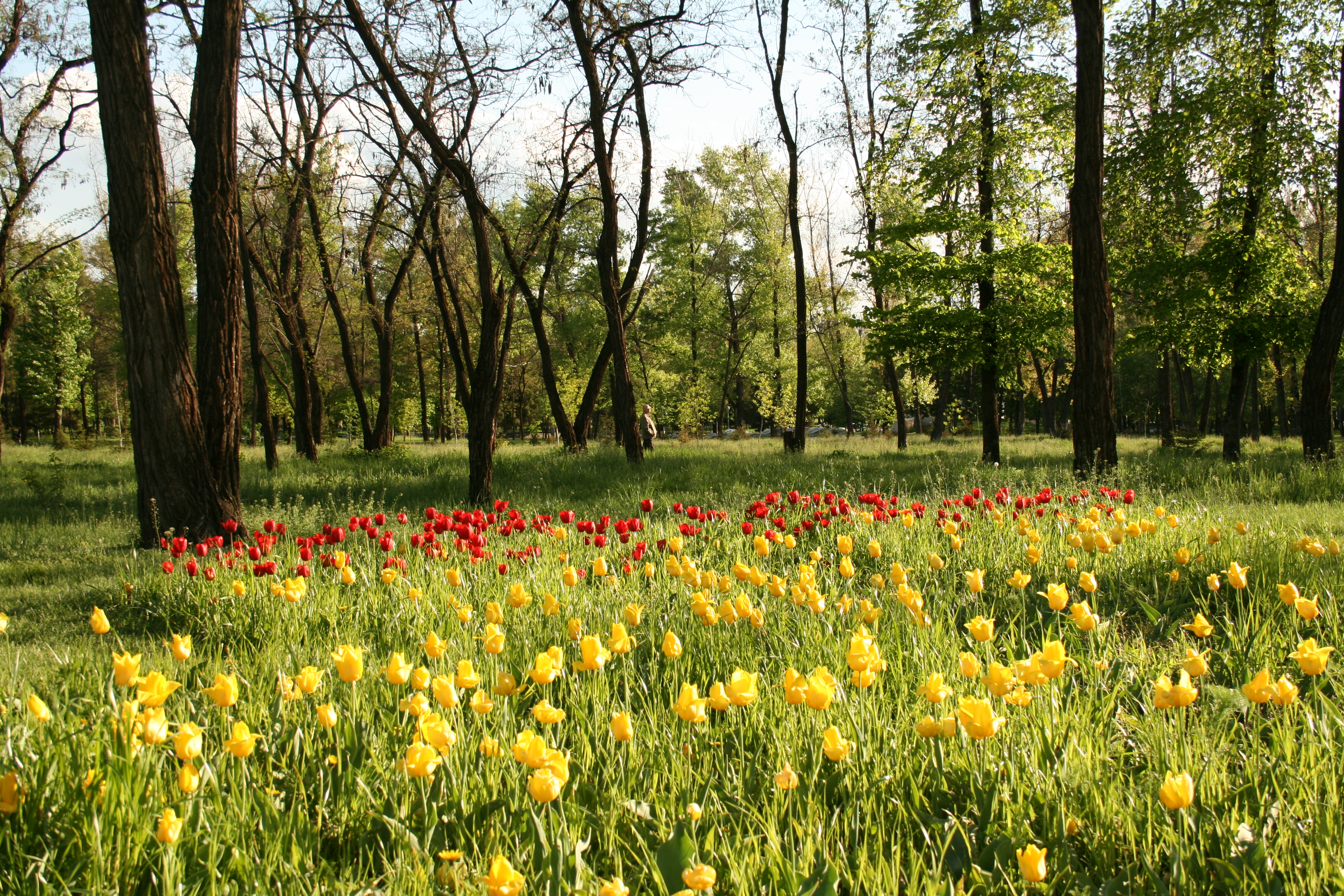
Парк памяти павших в Великой Отечественной войне
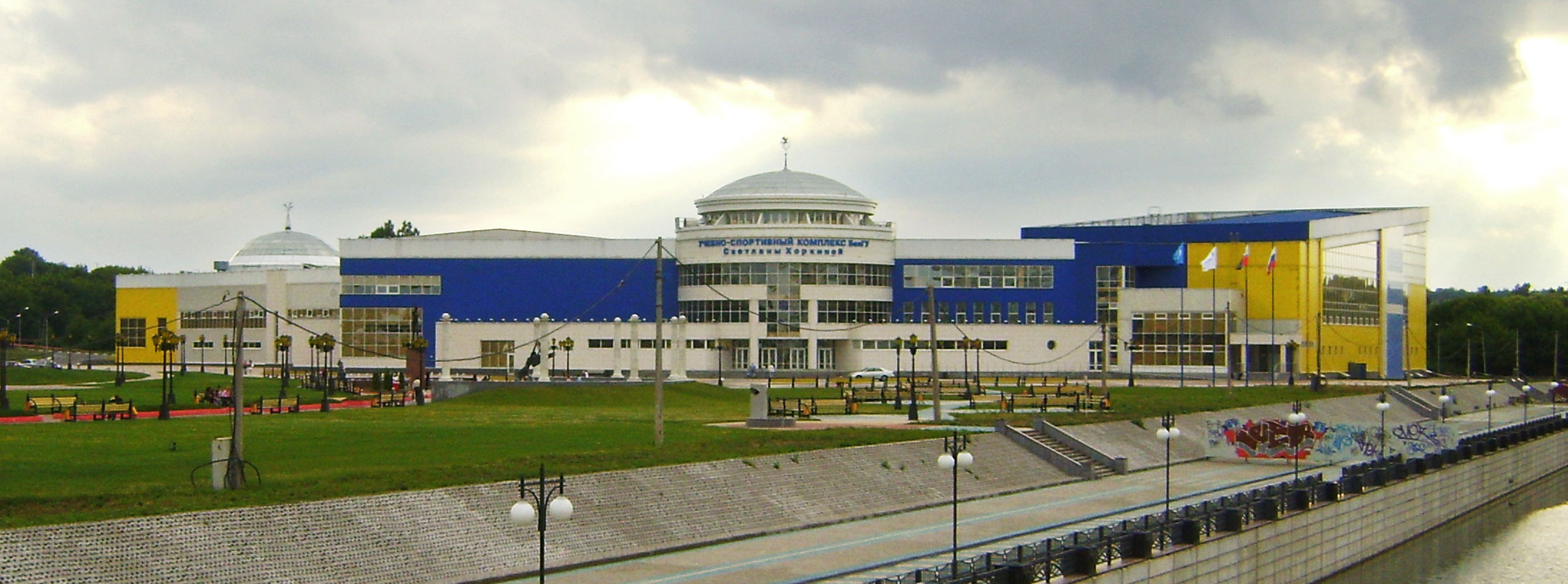
Учебно-спортивный комплекс БелГУ Светланы Хоркиной
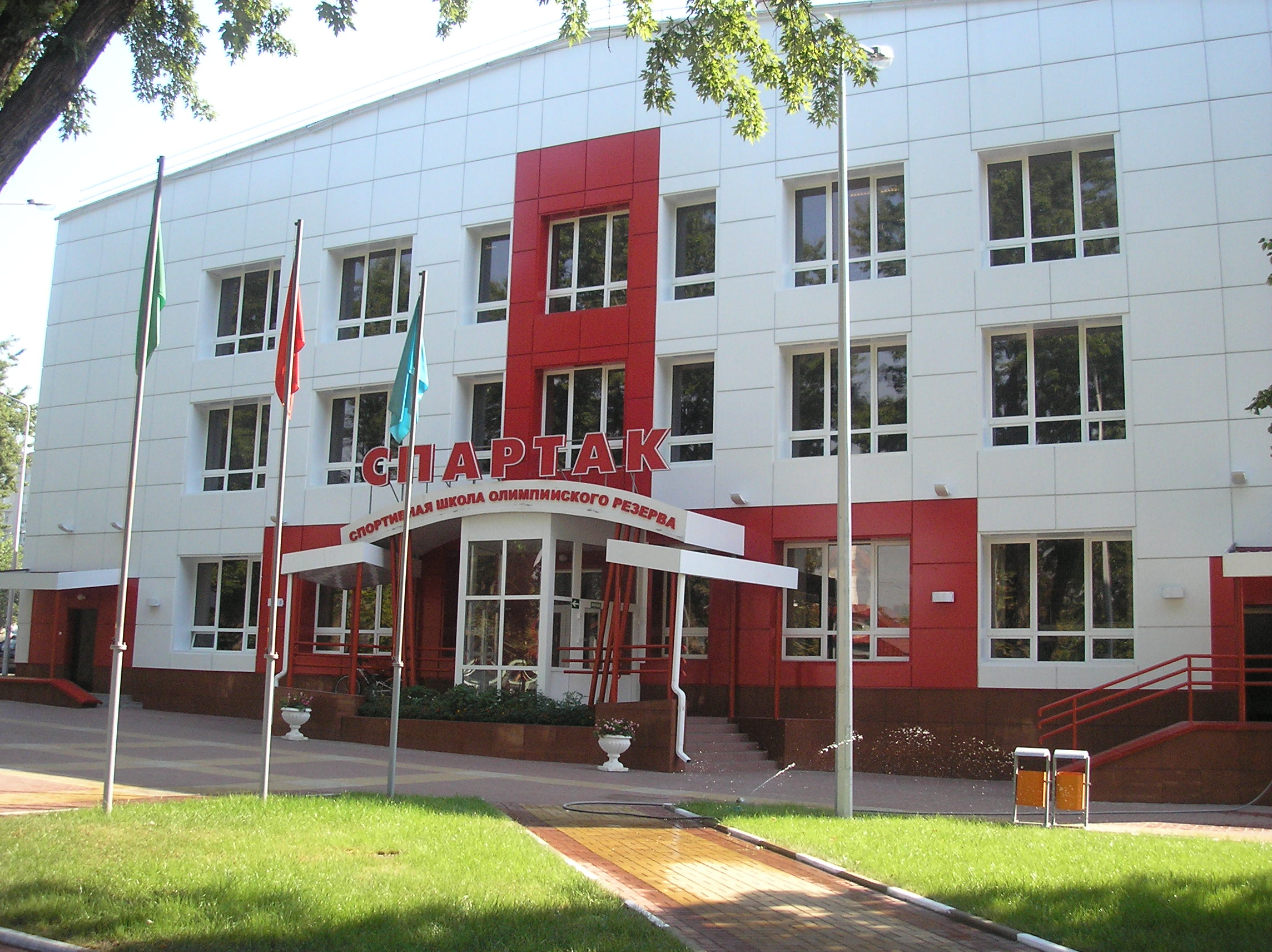
ДЮСШ «Спартак»
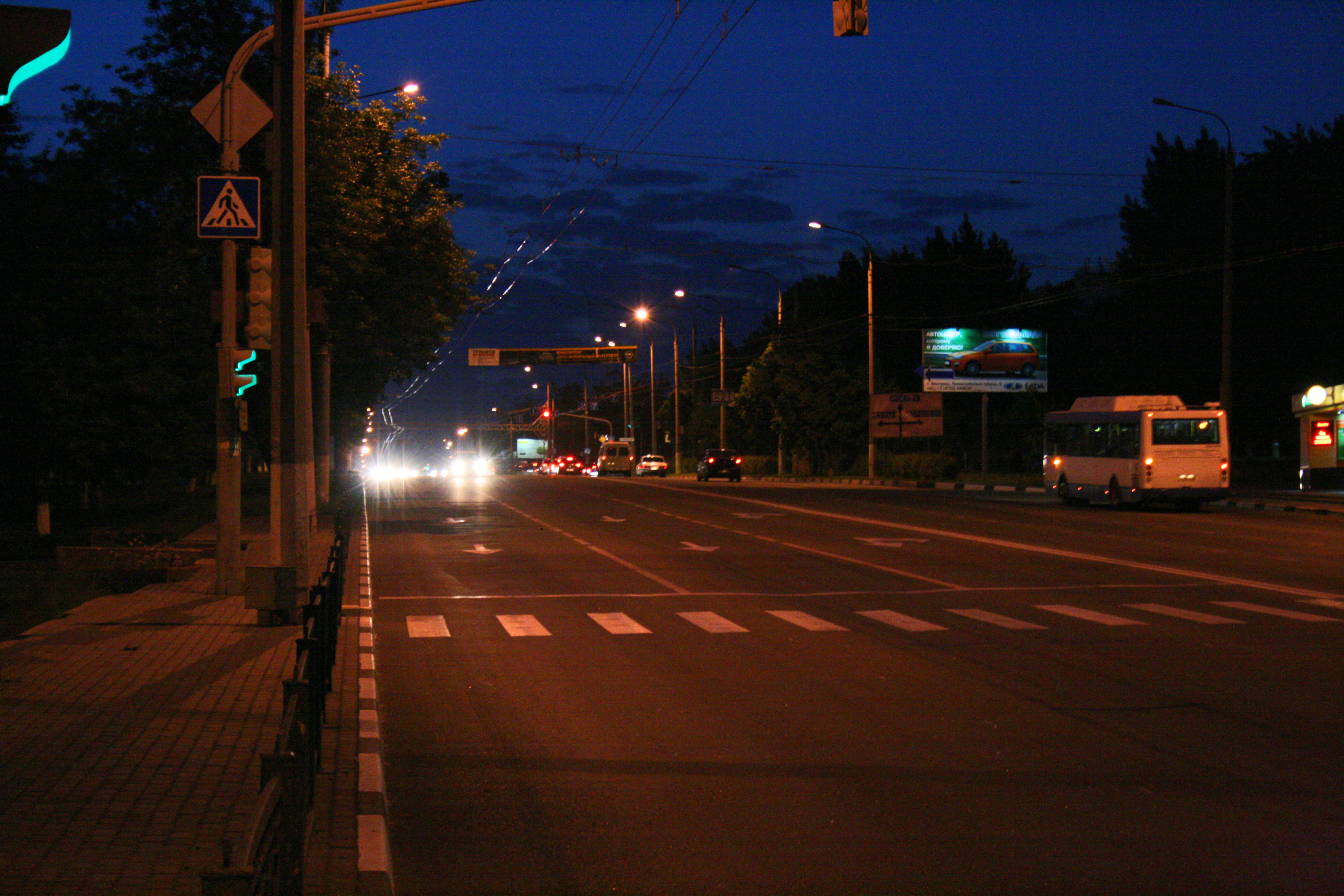
Проспект Богдана Хмельницкого вечером